# Drepanovelia
Drepanovelia is een geslacht van wantsen uit de familie beeklopers (Veliidae). Het geslacht werd voor het eerst wetenschappelijk beschreven door Andersen & Weir in 2001.

## Soorten
Het genus bevat de volgende soorten:

- Drepanovelia biceros (Andersen & Weir, 2001)
- Drepanovelia dubia (Hale, 1926)
- Drepanovelia millennium (Andersen & Weir, 2001)
- Drepanovelia nielseni (Andersen & Weir, 2001)